# Могильно-Посельское
Могильно-Посельское — село в Большереченском районе Омской области России. Административный центр Могильно-Посельского сельского поселения.

## История
В 1928 году состояло из 181 хозяйства, основное население — русские. Центр Могильно-Посельского сельсовета Большереченского района Тарского округа Сибирского края.

## Население
| 1926 | 2002 | 2010 | 2021 |
| ---- | ---- | ---- | ---- |
| 957  | ↘560 | ↘508 | ↘424 |